# Pierre-Claude Haudeneau de Breugnon
Pierre-Claude Haudeneau, comte de Breugnon, seigneur de Coatamour et de Keroc'hiou, né le 3 août 1717 à Brest et assassiné le 6 septembre 1792 à Paris, est un officier de marine et diplomate français du XVIIIe siècle. Ambassadeur extraordinaire du Roi Louis XV auprès du sultan du Maroc en 1767, il sert dans la Marine royale et termine sa carrière avec le grade de vice-amiral (1792) et la Grand-croix de Saint-Louis.

## Biographie

### Origines et famille
Pierre-Claude Haudeneau est issu d'une famille de la noblesse bretonne, originaire de Breugnon dans le Nivernais. Il est le fils ainé, de Charles-Joseph Haudeneau (v. 1677 - 1760) seigneur de Breugnon, de Gourdon, de Magny-sur-Yonne au bailliage d’Auxerre et de Billy en Bourgogne, et de sa femme, Marie Pauline Oriot, dame de Coatamour (v. 1690 - apr. 1789),. Il existe dans sa famille, une tradition militaire. Son grand-père paternel, Charles-Joseph, est capitaine de vaisseau dans la Marine royale et son père prend sa retraite avec le grade de chef d’escadre « ad honores » en 1760, l'année de sa mort. La famille de sa mère, les Oriot, est une famille de notables morlaisiens au XVIIe siècle : orfèvres, notaire royal, lieutenant général de police, procureur royal, procureur-syndic et miseur, prévôt du chapitre de Notre-Dame du Mur...

### Carrière militaire
Il entre jeune dans la Marine royale et intègre une compagnie de gardes de la Marine en 1733, au département de Brest. Il est alors âgé de seize ans. En 1756, il commande la frégate La Licorne, qui fait partie de l'escadre de comte du Chaffault, qui croise dans les Indes occidentales. En 1758, il prend le commandement du Bizarre de 64 canons dans la division de Du Chaffault qui apporte des renforts à Louisbourg et Québec.
Il est nommé, en 1767, ambassadeur extraordinaire du Roi Louis XV auprès du sultan du Maroc, Mohammed III. Parti de Brest le 7 avril, à bord de L'Union, un vaisseau de 64 canons et armé par 450 hommes d’équipage, parmi lesquels Pierre-André de Suffren, il est accompagné par la frégate La Sincère commandée par le comte de Durfort, capitaine de frégate, et la chaloupe canonnière La Lunette, commandée par M. de Kersaint, enseigne de vaisseau. Ces vaisseaux sont envoyés par le roi en ambassade extraordinaire vers l’empereur du Maroc. Il arrive en rade de Safi le 24 avril. Le 16 mai, le comte de Breugnon et sa suite arrivent à Marrakech. Deux jours plus tard, Sidi Mohammed le reçoit en audience. Les discussions débutent le lendemain, 19 mais. Neuf jours plus tard, ces dernières débouchent sur un traité, avantageux pour la France, signé par le comte de Breugnon avec le sultan du Maroc le 28 mai 1767.
De retour à Brest le 25 juillet 1767, il se rend à Versailles, rendre compte au Roi de sa mission. En récompense de ses services, il est promu au grade de chef d'escadre, le 18 août 1767. Il épouse le 25 novembre de la même année, Louise–Jeanne-Marguerite Grégoire de Saint-Sauveur (1745-av. 1816), fille de Jean Anne de Grégoire, marquis de Saint-Sauveur. À la fin de l'année 1772, il est nommé commandant de la Marine à Brest.
Il combat pendant la guerre d'indépendance des États-Unis. Le 12 avril 1778, il quitte Toulon à bord du Tonnant, vaisseau de ligne de 80 canons, commandé par le comte de Bruyères, capitaine de vaisseau. Le Tonnant fait alors partie de l'avant-garde de la flotte, placée sous les ordres du comte d'Estaing, qui part combattre dans les eaux nord-américaines. Le 15 décembre 1778, toujours sur Le Tonnant, il est à la bataille de Sainte-Lucie.
Il est élevé au rang de lieutenant général des armées navales le 1er mars 1779, deuxième grade le plus élevé dans l'armée, en dessous de celui de vice-amiral, et décoré de la Grand-croix de Saint-Louis le 25 août 1784, lors de la même promotion que La Motte-Picquet et que le marquis de Vaudreuil. Il reçoit une pension de 4 000 livres sur le budget de l'ordre royal et militaire de Saint-Louis, par brevet du 20 août 1784.
Lorsqu'éclate la Révolution de 1789, il est déjà âgé de 73 ans et ne sert plus en mer. Il est nommé vice-amiral le 1er janvier 1792. Il est assassiné le 6 septembre 1792 à Paris, victime des « Massacres de Septembre ». Il est alors âgé de 75 ans, et meurt sans laisser de descendance.

### Sources et bibliographie
- P. Potier de Courcy, Nobiliaire et armorial de Bretagne, t. 3, 2e éd., Paris, A. Aubry, 1862 (lire en ligne), p. 131
- Mercure de France, 1784 (lire en ligne), p. 31
- Jacques Caillé, L'ambassade du comte de Breugnon à Marrakech en 1767, Paris, A. Pedone, 1961, 56 p.
- Anne Mézin, Les consuls de France au siècle des lumières (1715-1792) (lire en ligne), p. 190
- Ferdinand de Cornot Cussy, Recueil des traités de commerce et de navigation de la France avec les puissances étrangères : depuis la paix de Westphalie, en 1648, suivi du recueil des principaux traités de même nature conclus par les puissances étrangères entre elles, depuis la même époque, vol. 2, partie 1, Paris, Rey et Gravier, 1835 (lire en ligne), p. 197 et suiv.Texte du Traité de paix et de commerce entre Louis XV, Roi de France, et l'Empereur de Maroc
- Georges Lacour-Gayet, La Marine militaire de la France sous le règne de Louis XV, Honoré Champion éditeur, 1910 (1re éd. 1902) (lire en ligne)
- Michel Vergé-Franceschi (dir.), Dictionnaire d'histoire maritime, Paris, éditions Robert Laffont, coll. « collection Bouquins », 2002, 1508 p. (ISBN 2-221-08751-8).
- Rémi Monaque, Une histoire de la marine de guerre française, Paris, éditions Perrin, 2016, 526 p. (ISBN 978-2-262-03715-4).